# Hans Sveistrup
Hans Kristian Janus Nikolaj Balthasar Krarup Sveistrup, född den 20 januari 1815 i Maltbæk, död den 31 juli 1893 i Vejen, var en dansk präst. Han var farbror till Poul Sveistrup.
Hans Sveistrup var son till sognepræst Poul Sveistrup och Dorthea, född Krarup. Han föddes i faderns prästgård vid Kongeåen.